# José Reino Caamaño
José Bernardo Reino Caamaño (Insua, Mazaricos, 21 de abril de 1882 - Cores, Barcala, La Baña, 2 de enero de 1964) fue un abogado y político gallego.

## Trayectoria
Emparentado con las familias Caamaño y Fabeiro, de la villa de Negreira y del pazo do Cotón. Licenciado en Derecho por la Universidad de Santiago de Compostela en 1902, fue juez de primera instancia en Villalba (1908), Lalín (1911) y Betanzos (1915). Publicó poemas en castellano y gallego en la Revista Gallega y El Umia. En 1916 y 1917 fue proclamado diputado provincial de la Diputación de La Coruña por el distrito de Negreira-Corcubión. En 1923 fue elegido diputado por el distrito de Muros-Negreira en las Cortes Españolas por la fracción demócrata del Partido Liberal.

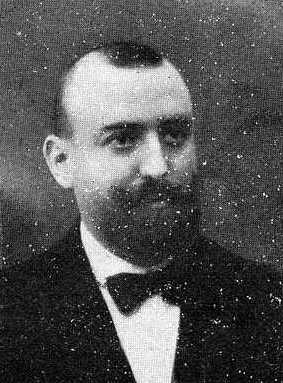
José Reino Caamaño, 1916.

En la Segunda República fue una de las figuras de la Derecha Liberal Republicana en Galicia y fue elegido diputado por la provincia de La Coruña en las elecciones a Cortes Constituyentes de 1931 y por el Partido Republicano Conservador en las elecciones generales de 1933, destacando por su condena a la persecución religiosa. Fue magistrado de la Audiencia desde 1933.

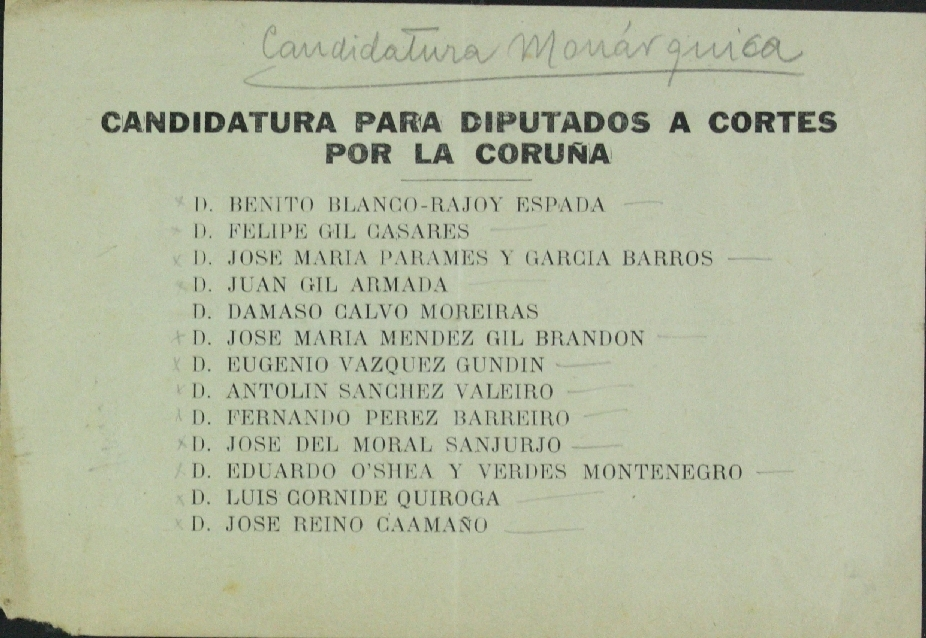
Candidatura derechista de la provincia de La Coruña para las elecciones de febrero de 1936.

Durante la Guerra civil defendió en juicio a algunos acusados por el franquismo, llegando a afirmar que los únicos rebeldes eran los que los juzgaban, razón por la que fue multado y tuvo que permanecer escondido durante un tiempo. Su hermano Carlos Reino Caamaño, que era alcalde de Verín por Izquierda Republicana fue condenado a muerte y ejecutado en 1937. Desde 1940 fue profesor en la Universidad de Santiago de Compostela, siendo nominado profesor adjunto honorario de Derecho Mercantil en 1948. Fue presidente de la Caja de Ahorros y Monte de Piedad y decano del Colegio de Abogados de Santiago de Compostela.

## Cargos
Decano del Ilustre Colegio de Abogados de Santiago de Compostela,
presidente del consejo de administración de la Caja de Ahorros y Monte de Piedad de Santiago, 
presidente del consejo de administración de Financiera Maderera S.A. (FINSA),
presidente de la Liga de Amigos,
miembro correspondiente del Instituto Español de Derecho Procesal,
miembro de honor del Instituto Iberoamericano y Filipino de Derecho Comparado,
vocal foralista para la Compilación del Derecho Foral de Galicia; entre otros muchos reconocimientos que hicieron de él una de las primerísimas figuras del foro gallego y de la abogacía española.

## Reconocimientos
- Cruz de Honor de San Raimundo de Peñafort (1955)
- Medalla de plata de la ciudad de Santiago de Compostela (1955)
- Hijo adoptivo de la ciudad de Santiago de Compostela (1955)